# Rock’n’Rofl
Rock’n’Rofl (стилизовано как ROCK’n’ROFL) — дебютный студийный альбом российского рэп-исполнителя Эльдара Джарахова. Выпущен 18 сентября на лейбле LB Family.

## Описание
Дебютный альбом российского рэп-исполнителя Эльдара Джарахова был выпущен 18 сентября на лейбле LB Family. Пластинка включает в себя 12 композиций, среди которых есть уже выпущенные треки: «Пьём», «Game over», «Делориан» и «Покебол» (с новым добавленным куплетом), а также новая версия шуточного трека «Мой елдак» — «Елдак 2021».

## Список композиций
| №                   | Название              | Длительность |
| ------------------- | --------------------- | ------------ |
| 1.                  | «Intro»               | 1:57         |
| 2.                  | «Kill you»            | 2:05         |
| 3.                  | «Пьём»                | 3:37         |
| 4.                  | «Покебол»             | 2:21         |
| 5.                  | «Sweet dreams»        | 1:04         |
| 6.                  | «Боль»                | 3:23         |
| 7.                  | «Game over»           | 2:16         |
| 8.                  | «Делориан»            | 3:28         |
| 9.                  | «Когда мы одни»       | 3:06         |
| 10.                 | «Оставь меня в покое» | 3:38         |
| 11.                 | «Уверен»              | 1:33         |
| 12.                 | «Елдак 2021»          | 3:54         |
| Общая длительность: | Общая длительность:   | 32:22        |